# Air Cairo
A Air Cairo é uma companhia aérea de baixa tarifa com base no Cairo, Egito. A companhia aérea é parte da EgyptAir e opera voos programados para o Oriente Médio e Europa, ela também freta voos da Europa para o Egito em nome dos operadores turísticos. Sua base principal é o Aeroporto Internacional do Cairo com a sede da empresa na Zona Sheraton Heliópolis.

## História
A companhia aérea foi criada em 2003, sendo propriedade da EgyptAir (60%), do Banco Nacional do Egito (20%) e do Banco Misr (20%). Recentemente, a empresa está se reformulando em direção ao modelo de tarifa baixa, que deve torná-la a companhia aérea de menor tarifa mais forte do Egito. Em 1 de junho de 2012, a empresa aérea lançou seu primeiro voo do Aeroporto de Borg El Arab, em Alexandria para o Aeroporto Internacional do Kuwait, Aeroporto Internacional Rainha Alia, Aeroporto Internacional Rei Abdulaziz, Aeroporto Internacional de Trípoli, Aeroporto Sabha, Aeroporto de Misurata e Aeroporto Internacional Rei Khalid. A Air Cairo também lançou seus voos programados do Aeroporto Internacional de Hurghada para o Aeroporto Nikola Tesla, em Belgrado. Esses voos, no entanto, foram suspensos no final de dezembro de 2015 devido a cargas precárias.
Em 5 de novembro de 2018, foi relatado que a autoridade de aviação alemã proibiu a Air Cairo - juntamente com a FlyEgypt - de voar para o país, onde operava em nome dos operadores turísticos alemães, devido a violações regulatórias. Pouco depois, grandes operadores turísticos europeus, como Thomas Cook Group e TUI Group, anunciaram que terminariam seus contratos com a Air Cairo e a FlyEgypt.

## Frota
Em dezembro de 2017, a frota da companhia aérea consistia nas seguintes aeronaves:
| Aeronaves       | Em serviço | Ordens | Passageiros | Notas |  |
| --------------- | ---------- | ------ | ----------- | ----- |  |
| Airbus A320-200 | 8          | —      | 174         |       |  |
| Total           | 8          | —      |             |       |  |